# Morti nel 2008
| Questa pagina contiene informazioni ricavate automaticamente dalle voci biografiche con l'ausilio del template Bio e di un bot. L'aggiornamento è periodico e automatico e ricostruisce completamente la pagina. Se manca una persona in questa lista, sei pregato di non aggiungerla, ma accertati piuttosto che la sua voce biografica contenga il template Bio e che i dati anagrafici siano correttamente compilati. Se il template Bio manca, inseriscilo tu stesso o, in alternativa, metti l'avviso {{tmp\|Bio}} che ne segnala la mancanza. Se i dati riportati sono sbagliati, correggi direttamente la voce biografica; le modifiche saranno visibili in questa lista entro pochi giorni. Per chiarimenti vedi il progetto biografie. La lista contiene solo le 1.758 persone che sono citate nell'enciclopedia e per le quali è stato implementato correttamente il template Bio. Pagina aggiornata al 10 ago 2025. |

## Senza giorno specificato(41)
- Minnie Alzona, scrittrice italiana (n. 1920)
- Viorica Antonescu, cestista rumena (n. 1934)
- Dolores Bargowski, attivista statunitense (n. 1943)
- Ida Brunelli Lenti, italiana (n. 1920)
- Tati Casoni, cantante italiana (n. 1921)
- Giulio Confalonieri, grafico italiano (n. 1926)
- Grigore Costescu, cestista e allenatore di pallacanestro rumeno (n. 1934)
- Silvano Dalle Vacche, calciatore italiano (n. 1923)
- Lauretta De Lauri, attrice e ballerina italiana (n. 1924)
- Domenico Demarco, storico e economista italiano (n. 1912)
- Valentino Di Bella, pianista italiano (n. 1937)
- Domenico Faccenna, archeologo italiano (n. 1923)
- Sigismund Ferencz, cestista e allenatore di pallacanestro rumeno (n. 1925)
- Dov Freiberg, superstite dell'Olocausto e scrittore polacco (n. 1927)
- Maria Gardena, attrice e architetta italiana (n. 1920)
- Shigeru Inoda, astronomo giapponese (n. 1955)
- Pier Giusto Jaeger, avvocato e storico italiano (n. 1936)
- Franco Lattanzi, regista e sceneggiatore italiano (n. 1925)
- Andrzej Łobaczewski, psichiatra polacco (n. 1921)
- Piero Magrassi, medico, partigiano e politico italiano (n. 1921)
- Ettore Malosso, aviatore, scrittore e poeta italiano (n. 1916)
- Felice Mondella, nobile, medico e filosofo italiano (n. 1928)
- Antonio Nonis, allenatore di calcio e calciatore italiano (n. 1921)
- Tullio Oldani, calciatore e allenatore di calcio italiano (n. 1939)
- Ferdinando Pastore, calciatore italiano (n. 1923)
- Giovanni Pionati, politico italiano (n. 1918)
- Ferruccio Piva, politico e medico sammarinese (n. 1923)
- Qian Xiuling, chimica cinese (n. 1912)
- Jana Rabasová, ginnasta cecoslovacca (n. 1933)
- Paulos Faraj Rahho, arcivescovo cattolico iracheno (n. 1942)
- Giovanni Ramella Bagneri, poeta e critico letterario italiano (n. 1929)
- Ezio Sancrotti, attore italiano (n. 1928)
- Vladimiro Scatturin, chimico italiano (n. 1922)
- Sandro Symeoni, pittore e grafico italiano (n. 1928)
- Antonella Tavassi La Greca, scrittrice italiana (n. 1951)
- Safai Teherani, direttore della fotografia iraniano
- Alan Tyrer, calciatore inglese (n. 1942)
- J. Scott Weaver, astronomo statunitense (n. 1940)
- Yu Ruizhang, cestista cinese (n. 1923)
- Robert-Alain De Beaugrande, linguista statunitense (n. 1946)
- Tomaso de Vergottini, diplomatico italiano (n. 1933)